# Климов, Владимир Васильевич
Владимир Васильевич Климов (укр. Володимир Васильович Климов; 24 марта 1889, Астрахань, Астраханская губерния, Российская империя — 29 декабря 1975, Ирпень, Киевская область) — русский и советский скульптор, педагог.

## Биография
Родился 24 марта 1889 года в Астрахани. В 1909—1911 годах учился в Киевском художественном училище у Ф. П. Балавенского. Затем учился у Б. В. Эдуардса в Одессе (1911), у А. С. Голубкиной в Москве (1912) и у Г. Р. Залемана в Санкт-Петербурге (1913).
В 1910—1917 годах состоял членом петербургского «Товарищества независимых художников» (1910—1917). С 1910 года принимал участие в выставках «Товарищества независимых художников», Киевского союза художников и других.
С 1913 года жил и работал в Киеве. Организовал частную художественную студию, где в начале 1920-х годов обучались Н. Г. Зеленская, О. В. Квинихидзе, Г. С. Кранц и другие скульпторы.
В 1924—1935 годах преподавал в Художественно-индустриальной профтехшколе, в 1931—1932 и 1934—1941 годах — в Киевском государственном художественном институте, в 1934—1935 годах — в Киевском текстильном институте, в 1947—1947 годах — в Художественно-ремесленном училище.
В 1957 году переехал из Киева в Ирпень, где и умер 29 декабря 1975 года.

## Работы
- «Ренессанс» (воск, 1912—1913)[1]
- «Ясень» (дерево, 1913—1914)[1]

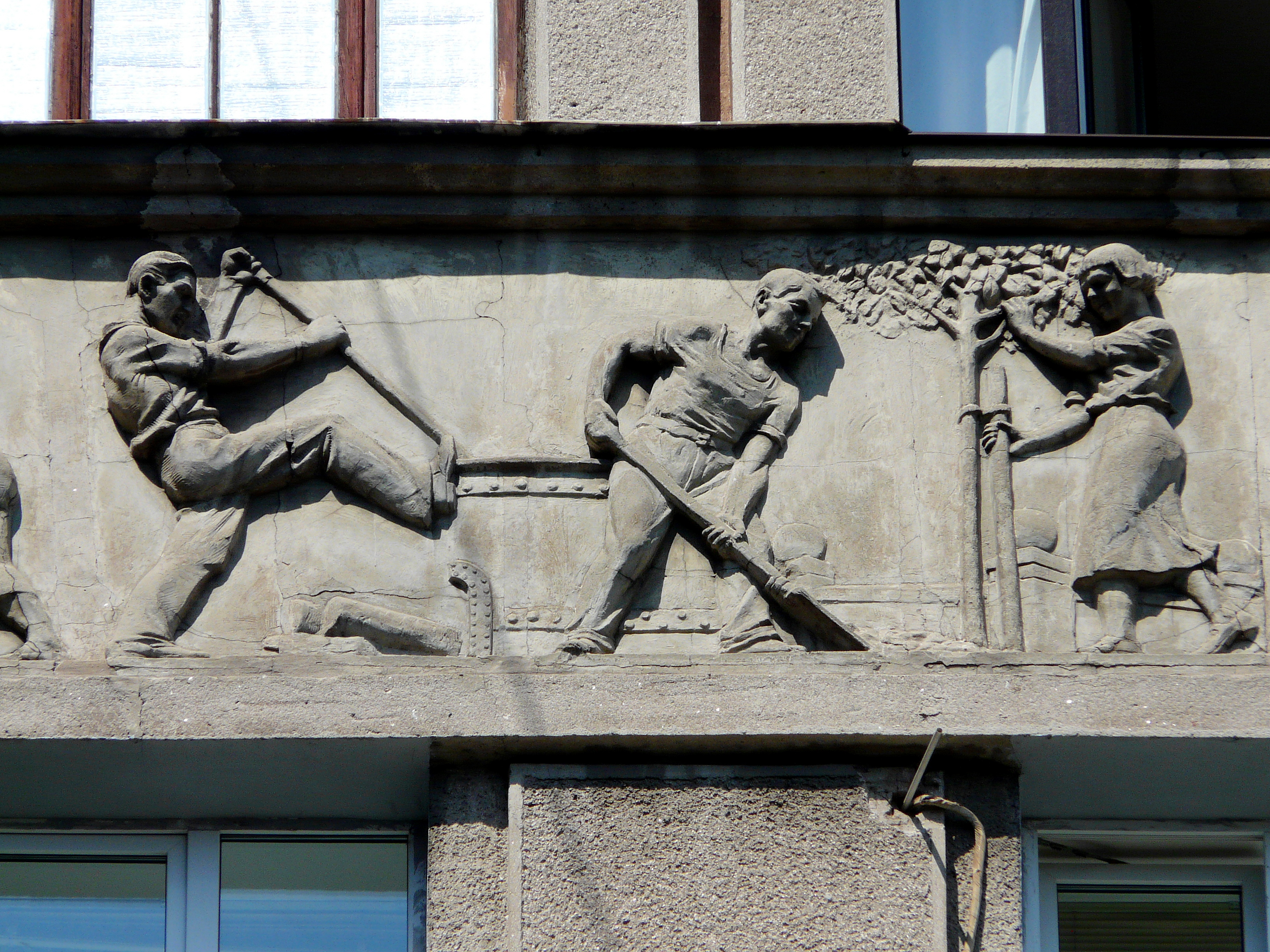
Рельеф фриза дома на улице Пирогова, 2 в Киеве

Памятник участникам январского вооружённого восстания 1918 года

- «Портрет девушки» (гранит, дерево, 1913—1914)[1]
- «Пан» (дерево, 1914)[1]
- «Эдип» (дерево, 1914)[1]
- «Маски» (терракота, 1914)[1]
- Серия настольных скульптур «Город» (дерево, воск, 1915—1916)[1]
- «Голова» (камень, 1917)[1]
- «Торс» (дерево, 1917)[1]
- «Запорожец» (гипс, 1917)[1]
- «Крестьянин» («Чипка», голова — бетон тонированный, 1925—1926, НХМУ; вариант — дерево, 1929)[1]
- «Рыбак и рыбачка» (цветной воск, 1928—1929)[1]
- Рельеф фриза дома на улице Пирогова, 2 в Киеве (1934—1936)[5]
- «Белорус-партизан» (дерево, 1946)[1]
- «Каменщик» (дерево, 1948, Бердянский ХМ)[1]
- Надгробие борцам, погибшим за Советскую власть (гранит, бронза, 1927, Советский парк, Киев)[1]
- «Портрет В. И. Ленина» (барельеф — гипс, 1956, Киевский городской дом учителя)[1]
- Памятник участникам январского вооружённого восстания 1918 года (совместно с В. П. Винайкиным; бронза, гранит, 1967, Киев)[1]